# Dessewffy Sándor
Cserneki és tarkeői Dessewffy Sándor (Pozsony, 1834. június 3. – Budapest, 1907. december 4.) a Csanádi egyházmegye püspöke 1890-től haláláig.

## Pályafutása
A cserneki és tarkeői Dessewffy család köznemesi ágában született. Szülei Dessewffy Antal (1788-1843), temesi alispán, országgyűlési követ és nemes Koppauer Zsuzsanna (1800-1887) voltak. A család Temesvárott és Aradon élt. Gimnáziumi tanulmányait Kisszebenben, Kassán és Gyöngyösön végezte. Felvételt nyert az egri papnevelő-intézetbe, innen Budapestre került, ahol teológiát végzett az egyetemen. 1857-ben szentelték áldozópappá, majd 1858-ig káplánként szolgált Füzesabonyban. 1859-ben kezdett bölcsészetet és latin nyelvet oktatni az egri líceumban, egy évvel később a tanítást már Budapesten folytatta, a fővárosi papnevelő-intézet tanfelügyelője lett.
1866-ban visszatért Egerbe, 1868. július 3-án Perger János kassai püspök titkára, majd később kassai szentszéki ülnök lett. Adakozó természete a felvidéki városban is megmutatkozott. 1873-ban Sárospatak plébánosa lett; Zemplén vármegyében olyan nagy népszerűségre tett szert, hogy több választókerületből is megkeresték, országgyűlési mandátumot kínálva neki. Dessewffy nem élt a lehetőséggel, a politikától távol tartotta magát. 1875-től a település alesperesként tevékenykedett. 1882-ben vérteskeresztúri apát lett, 1884-ben Kassán mesterkanonoki címet nyert. 1886-től székesegyházi főesperesként tevékenykedett. Egyházmegyei tanfelügyelőként és a római katolikus tanítóképző igazgatójaként személyesen is a közoktatás szintjének javítására törekedett. A Felsőmagyarországi Múzeumi Egylet elnöke lett; tagja volt az Abaúj-Torna megyei Közművelődési Egyletnek, és a Kassai Katolikus Legényegyletnek, és a kassai közkórházat igazgató választmánynak is.

### Püspöki pályafutása
1890. augusztus 31-én, Kassán szentelték föl a Csanádi egyházmegye püspökévé. Szeptember 24-én vonult be Temesvárra, a püspöki székhelyre. Új beosztásában is hű maradt elveihez, legfontosabb feladatának a szegények és az elesettek gyámolítását, valamint az oktatás fejlesztését tartotta. Nagy szerepe volt több szegedi, temesvári és makói iskola alapításában; több másik püspökkel együtt támogatta a jászvásári papneveldében tanuló ifjak magyar nyelvű oktatását.
Nagyon jó kapcsolatot ápolt Makóval. Már bevonulásakor kitüntetően nagy szeretettel fogadta őt a város – lovasbandériumot és fáklyásmenetet szerveztek, az utcákat zászlókkal és virágfüzérekkel díszítették fel, több diadalkaput is felállítottak, este díszkivilágítást kapott a belváros – de később is szinte többet tartózkodott a Maros-parti településen, mint Temesvárott, a püspökség székvárosában. 1893-ban 80 ezer koronát ajánlott fel az főgimnázium (a mai József Attila Gimnázium) létesítésére; ő helyezte el az alapkövet, és 1895-ben ő is áldotta meg az elkészült épületet. A katolikus ótemető helyén létrehozta a mai Petőfi park elődjét, a Püspökkertet; benne filagóriát helyezett el, felépíttette a víztornyot, dísztavat létesített és díszcserjéket, díszfákat ültetett. 1903-ban elkezdte a Korona Szálló teljes felújítását, támogatta a Hollósy Kornéliáról elnevezett faszínház felépítését. Kegyúrként ügyelt a makói görögkatolikusok sorsára, igyekezett megakadályozni a nagyváradi püspökség elrománosító törekvéseit. 1907-ben 3000 koronát adományozott a Szent István Kórház fölszerelésére.

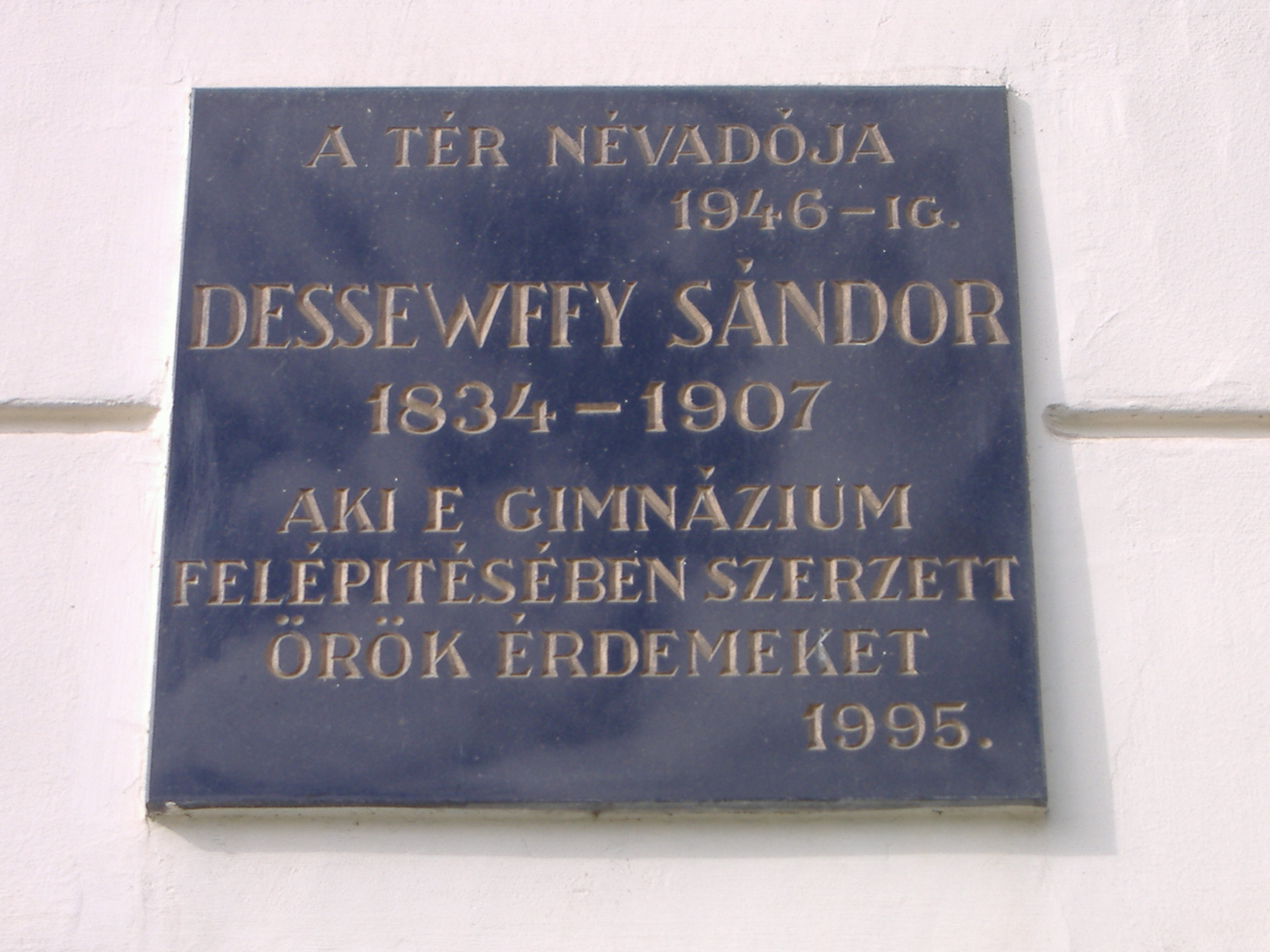
A püspök emléktáblája a József Attila Gimnázium falán

Dessewffyt a makóiakon kívül Lele (a mai Maroslele) lakói is kiváltképpen tisztelték, a falu ugyanis a püspöki nagybirtokon feküdt, a főpap pedig szívén viselte a helyiek sorsát. 1895-ben kibővíttette az iskolát, tanítói lakást építtetett. Püspöksége alatt, 1902-ben épült fel a község római katolikus temploma, a három harang és az orgona Dessewffy személyes ajándéka volt a leleieknek. Elfogadható áron, törlesztési lehetőséggel földet juttatott a helyieknek; ezekből az úgynevezett örök földekből 100 telepes részesült, a község pedig, mint testület 220 földet vásárolt meg.
Egyházi és politikai értekezések jelentek meg tőle különféle lapokban, püspökként több főpásztori körlevelet is kibocsátott. 1897-ben ő állította fel a tornyai Mária-jelenés kivizsgálását feladatául kapó bizottságot. A bizottság megállapította, hogy a jelenések nem természetfelettiek, ezért Dessewffy betiltotta a kegyhelyre való zarándoklatokat. Zarándoklatokat vezetett Romába és Velencébe. Utóbbi útján meglátogatta Murano szigetét, ahol Giuseppe Melchiorre Sarto velencei pátriárkával együtt tekintette meg Szent Gellért, az első csanádi püspök ereklyéit.
Ő szentelte föl 1896. szeptember 8-án a magyarbánhegyesi templomot; végrendeletében 2000 koronát hagyott a település egyházközségére. Ebből az összegből épült föl később a templomkertben a karánsebesi márványból készült Mária-szobor, ami Albert Andor aradi szobrászművész 1914-es alkotása.
1905 telét az akkor már betegeskedő püspök Abbáziában töltötte. 1905. február 10-én agyszélhűdés érte; öntudatát és beszélőképességét elvesztette, jobb oldala lebénult, talpra állni sem tudott. Március közepétől kezdve haláláig Csepregi Imre pápai prelátus volt az ápolója. Júniusban Budapestre költöztették; a háztartás télen a püspök fővárosi palotájában, nyáron a budai hegyek között tartózkodott.
A püspök 1907. december 4-én, éjjel 10 óra 45 perckor halt meg; holttestét bebalzsamozták, majd Temesvárra szállították, ahol a püspöki székesegyház kriptájába temették. Halálát felekezeti különbség nélkül rengetegen gyászolták, általános volt a vélemény, hogy Dessewffy Sándor Szent Gellért püspök legméltóbb utódja volt.

## Emlékezete

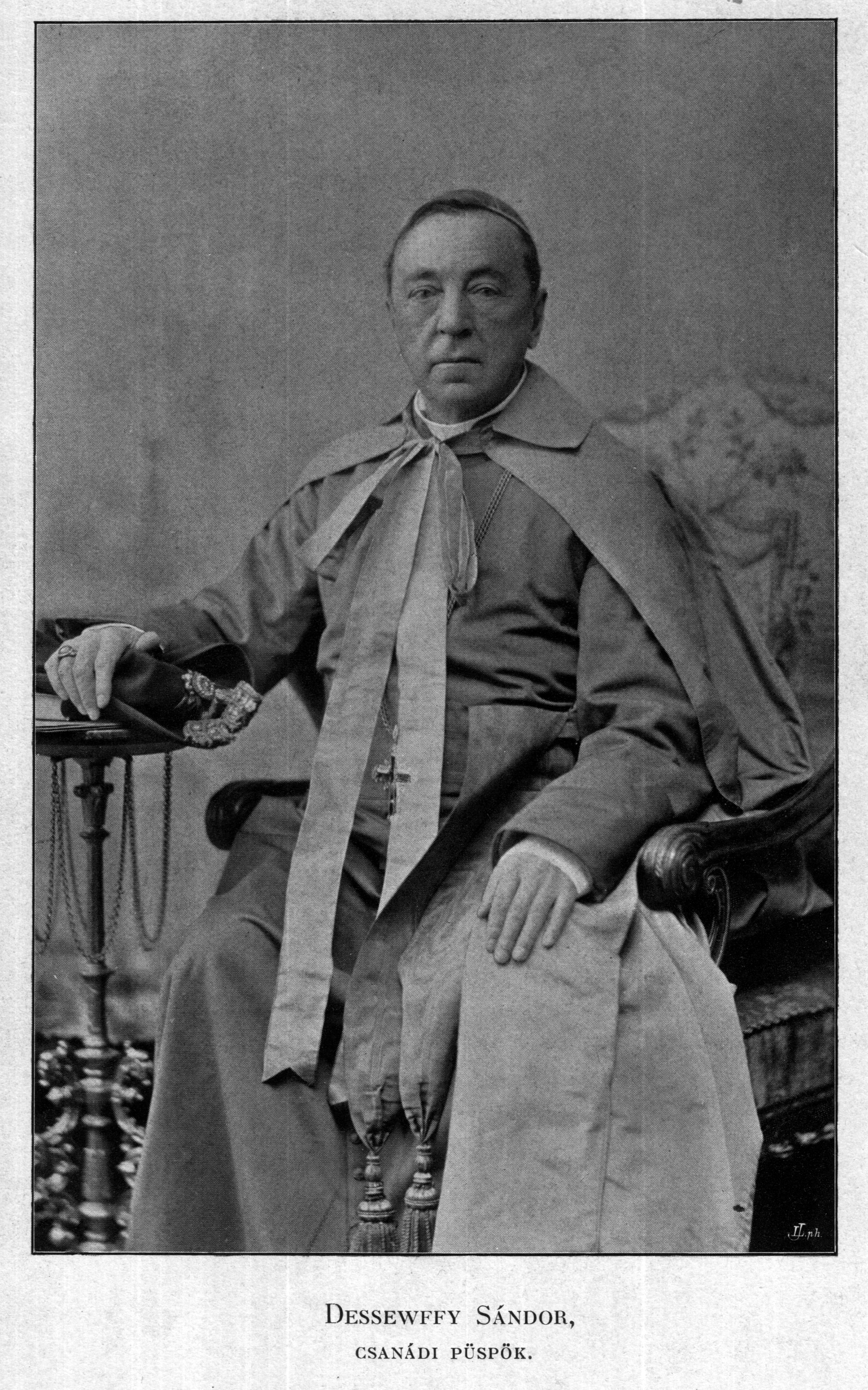
Püspök Dessewffy Sánodor vezette a Csanád-egyházmegyei zarándoklatot Velencébe 1900-ban.

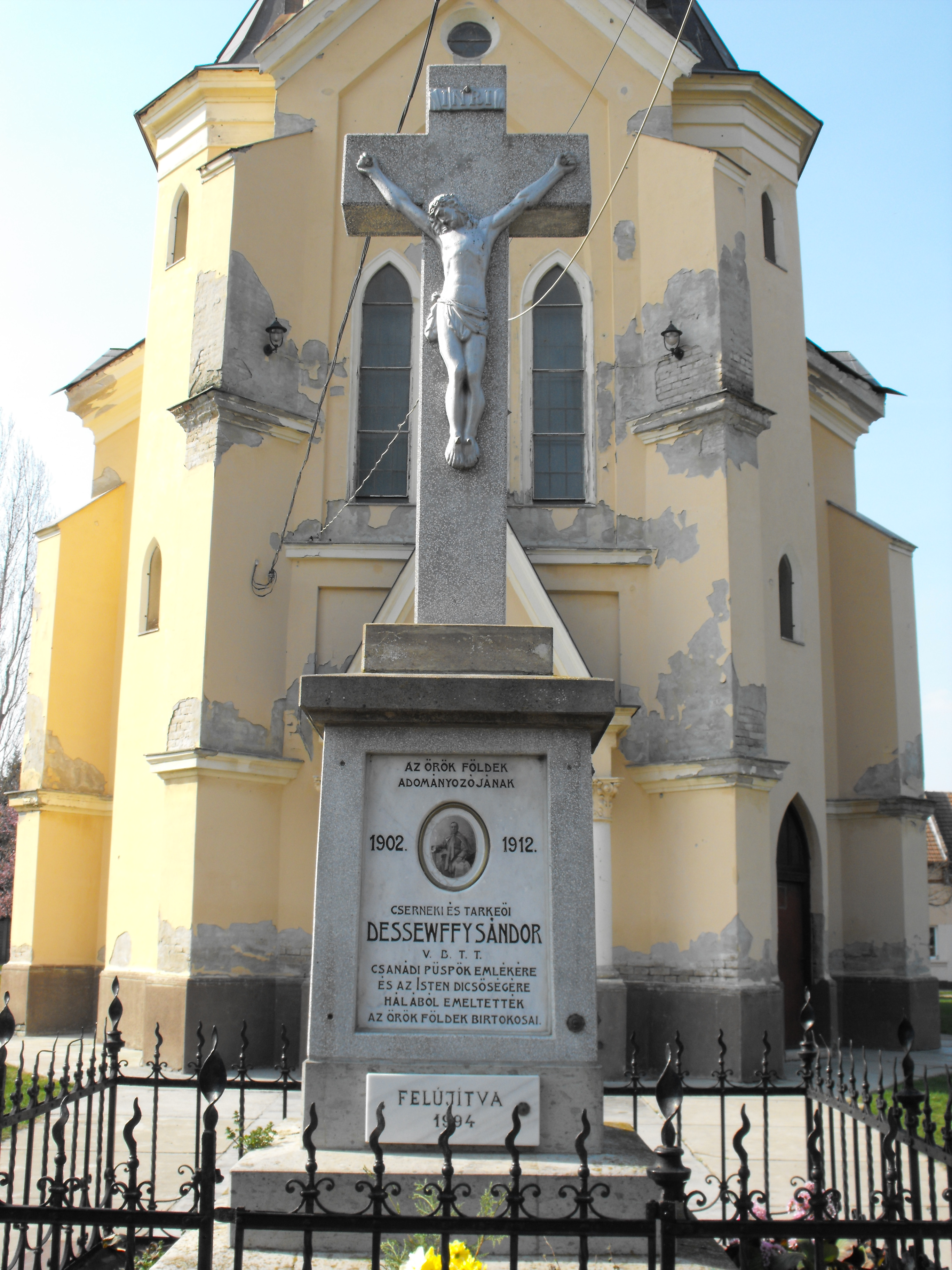
A püspök emlékkeresztje Maroslelén

- Makó képviselő-testülete 1893-ban díszpolgári címet adományozott a püspöknek.
- A dél-alföldi városon kívül Sárospatak és Kassa is díszpolgári címmel ismerte el Dessewffy tevékenységét.
- 1908-ban Lele (a mai Maroslele) elöljárósága a főpap tiszteletére Püspöklelére változtatta a település nevét; jóllehet még a püspök életében felmerült, hogy Dessewffyfalva legyen a község neve, de ezt a csanádi püspök határozottan ellenezte.
- 1912-ben a maroslelei templom előtt felállították a Dessewffy-emlékművet; a kőkereszt talapzatán szerepel a püspök arcképe is.
- 1995-ben emléktáblát avattak a makói József Attila Gimnázium falán; a táblán örökítették meg a püspök által az iskola felépítésében szerzett halhatatlan érdemeit.
- Makón a jelenlegi Csanád vezér tér a püspök nevét viselte egészen 1946-ig.
- Maroslelén 2006-ban felmerült, hogy a Szabadság teret átkereszteljék Püspök térre,[8] de a polgármester előterjesztését a képviselő-testület öt támogató és ugyanennyi ellenző szavazattal nem fogadta el.[9]